# خفاجی (نام خانوادگی)
خفاجی می‌تواند یکی از موارد زیر باشد:
- ابراهیم خفاجی، (۱۹۲۶ – ۲۰۱۷) شاعر و ترانه سرای معاصر سعودی و تهیه کننده سرود ملی عربستان سعودی
- ابن سنان خفاجی، (۱۰۳۲ – ۱۰۷۳)  شاعر سوری